# Netuma bilineata
Netuma bilineata és una espècie de peix de la família dels àrids i de l'ordre dels siluriformes.

## Morfologia
- Els mascles poden assolir 62 cm de longitud total.
- Nombre de vèrtebres: 53-58.[1][2]

## Alimentació
Menja eriçons de mar, crustacis, peixos (incloent-hi escates), gambetes i detritus.

## Hàbitat
És un peix demersal i de clima tropical.

## Distribució geogràfica
Es troba des del Golf Pèrsic fins al nord d'Austràlia (Queensland) i el sud del Japó.

## Ús comercial
És important com a aliment per als humans.